# علیشان سویی
علیشان سویی یک روستا در ایران است که در دهستان ارشق مرکزی واقع شده‌است. علیشان سویی ۴۱ نفر جمعیت دارد.